# Heinz Fabian (Fußballspieler)
Heinz Fabian (* 29. September 1919) war ein deutscher Fußballspieler, der von 1949 bis 1952 in der DDR-Oberliga, der höchsten Liga im DDR-Fußball, aktiv war.

## Sportliche Laufbahn
Im Spieleraufgebot der Betriebssportgemeinschaft (BSG) Märkische Volksstimme Babelsberg für die 1949 neu gegründete Fußball-Liga des ostdeutschen Sportbunds als höchster Spielklasse gehörte auch der 30-jährige Heinz Fabian. Trainer Hans Höfer setzte ihn vom 3. Spieltag an regelmäßig als Stürmer ein, sodass Fabian bis zum Ende der Saison 1949/50 in den 26 ausgetragenen Ligaspielen auf 20 Einsätze kam. Sein einziges Saisontor schoss er am 12. Spieltag in der Begegnung Industrie Leipzig – Babelsberg (2:2), als er das 1:0 für seine Mannschaft erzielte. In der Spielzeit 1951/52, in der die bisherige DS-Liga wegen der Einführung der zweitklassigen DDR-Liga in DDR-Oberliga umbenannt wurde und die Babelsberger BSG nun als BSG Rotation antrat, wurde Fabian von Höfer hauptsächlich als Abwehrspieler aufgeboten. Als Höfer während der Rückrunde nach Leipzig wechselte, übernahm Fabian als Spielertrainer die Betreuung der Mannschaft. In der über 34 Runden dauernden  Saison kam er auf 33 Einsätze und zwei Punktspieltore. 1952/53 übernahm Ludwig Wieder das Training der BSG Rotation. Heinz Fabian spielte in der Hinrunde nur sporadisch, erst in der Rückrunde fand er seinen Stammplatz als Linksaußenstürmer. Die Oberliga war inzwischen auf 17 Mannschaften reduziert worden, sodass 32 Spiele zu absolvieren waren. Wegen seiner anfänglichen Ausfälle bestritt Fabian nur 25 Begegnungen, kam diesmal aber auf sechs Tore. Am Ende der Saison war er 33 Jahre alt und beendete seine Laufbahn als Fußballer im Leistungsbereich.